# Hold-Up
Hold-Up (Asalto al banco de Montreal en España y Un golpe genial en Hispanoamérica) es una película cómica francocanadiense de 1985 y dirigida por Alexandre Arcady y protagonizada por Jean-Paul Belmondo, Kim Cattrall y Guy Marchand.
La película es una adaptación de la novela escrita por Jay Cronley Quick Change, que con exactamente este título volvería a ser llevada al cine en 1990 en una producción norteamericana dirigida por Bill Murray y Howard Franklin.

## Argumento
Grimm es un astuto ladrón, que se propone asaltar en Canadá el mayor banco de Montreal, uno de los más seguros del mundo. Para ello pone en marcha un meticuloso plan.
Disfrazado de payaso, Grimm entra en el banco y toma como rehenes a treinta personas. El extraño comportamiento que muestra el atracador durante el robo desconcierta a la policía canadiense, que queda en evidencia ante la sucesión de golpes de efecto del asaltante. Luego Grimm va liberando a los rehenes hasta quedarse con dos de ellos, Lise y Georges, que resultan ser en realidad dos cómplices del atracador. Una vez conseguido el botín, los tres deben abandonar la ciudad con el dinero en su poder. Es entonces cuando surge el disenso entre los tres ladrones. Esta tensión es un problema añadido que Grimm deberá superar para conseguir completar su plan.

## Reparto
| Actor                | Personaje      |
| -------------------- | -------------- |
| Jean-Paul Belmondo   | Grimm          |
| Kim Cattrall         | Lise           |
| Guy Marchand         | Georges        |
| Jean-Pierre Marielle | Simon Labrosse |
| Jacques Villeret     | Jeremie        |
| Jean-Claude de Goros | Inspector Fox  |
| Tex Konig            | Lasky          |

## Producción
La película fue rodada en Montreal, Canadá, París, Francia, y Roma, Italia.

## Recepción
Hoy en día la película ha sido valorada en portales cinematográficos. En IMDb, con aprosimadamente 3200 votos registrados, el filme obtiene una media ponderada de 6,5 sobre 10. En cuanto a Rotten Tomatoes, los más de 250 votos registrados en el portal dieron a la producción cinematográfica una valoración media de 3,2 de 5. También cabe destacar, que en La Vanguardia el 63% de los usuarios registrados allí le dieron una valoración positiva.